# Жукі (Сокульський повіт)
Жукі (пол. Żuki) — село в Польщі, у гміні Сокулка Сокульського повіту Підляського воєводства.
Населення — 40 осіб (2011).
У 1975-1998 роках село належало до Білостоцького воєводства.

## Демографія
Демографічна структура станом на 31 березня 2011 року:
|          | Загалом | Допрацездатний вік | Працездатний вік | Постпрацездатний вік |
| -------- | ------- | ------------------ | ---------------- | -------------------- |
| Чоловіки | 21      | 5                  | 14               | 2                    |
| Жінки    | 19      | 2                  | 10               | 7                    |
| Разом    | 40      | 7                  | 24               | 9                    |